# فلاد أليكساندرو
فلاد أليكساندرو (بالرومانية: Alexandru Nicolae Vlad)‏ (6 ديسمبر 1989 في رومانيا - ) هو لاعب كرة قدم روماني في مركز الدفاع. لعب مع سي إس باندوري تارغو جيو ونادي دنيبرو دنيبروبتروفسك وAFC Săgeata Năvodari ‏ وFC Internațional Curtea de Argeș ‏.

## روابط خارجية
- فلاد أليكساندرو على موقع قاعدة بيانات كرة القدم.إي يو (الإنجليزية)
- فلاد أليكساندرو على موقع ناشيونال فوتبول تيمز (الإنجليزية)
- فلاد أليكساندرو على موقع Soccerway.com (الإنجليزية)
- فلاد أليكساندرو على موقع AS.com (الإسبانية)